# 柳條邊
柳條邊（转写：biregen jase），又名盛京边墙、柳城、条子边，是指中國清朝在17世紀後半期，於清代東北地方興建的堤防壕溝，其主要形式为“插柳结绳，以界蒙古”，在封禁地区修浚边壕，沿壕植柳，谓之柳条边，主要將盛京地區及長白山區包圍。
清皇室视其兴起的东北为“祖宗肇迹兴王之所”、“龙兴之地”。乾隆帝东巡盛京时所著《老边》诗中写到：“征战纵图进，根本亦须防”，表明柳条边存在是為保卫盛京这一根本重地，所以清朝也称柳条边为边墙。通过修筑柳条边，並且出台諸如“至于外藩蒙古，勿使沿边屯住”等法令，規定除八旗以外，各族民人出入柳條邊需持有各地發行的「路票」，其上写明持票人姓名、年貌、脸色，验证核准后方可进出，并且要从指定的边门出入，以限制漢族民人前往柳條邊內定居，除了是对东南部朝鲜和西部外藩蒙古的防范，也为維护满族在东北地区的人口占比，防止染漢俗以保持滿族傳统風俗。同時該地大多為皇室圍場及八旗封地，封禁政策也是為保护清朝皇室對这一区域“参山珠河之利”的獨占。
儘管清廷制定了相關的封禁政策，但考慮到封禁的種種弊端，清廷不時默許內地民人進入邊內墾荒，內地民人也不斷衝破清廷的禁令，故終清一代有大批内地民人進入了東北地區，加上當地旗人招佃流民以漁利及民人寄入旗人名下私垦，形成「旗地流失」及「旗民雜居」的情況，對邊疆經濟的發展及當地民族關係產生了深刻影響。

## 組成

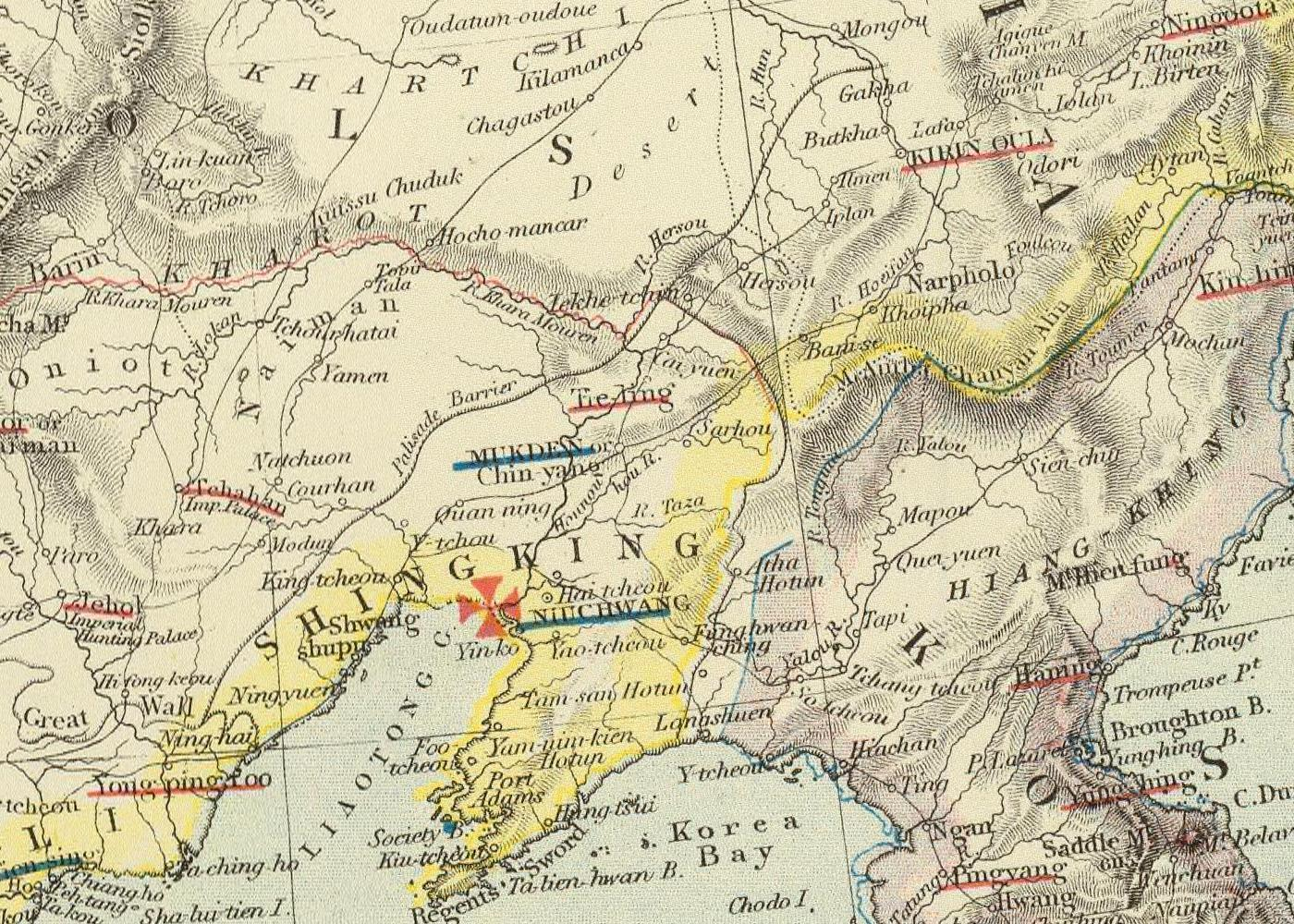
1883年中國東北地圖，可見柳條邊三個部分。

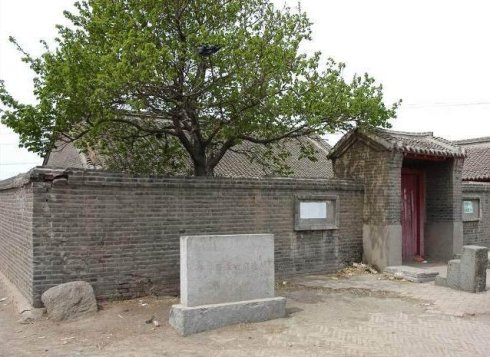
柳条边边门遗址

### 結構
根據清代杨宾撰寫的《柳边纪略》記載，柳条边並不是傳統城墻或邊墻的結構，而是由土堤與柳條組成的障礙，主要由以下結構組成：
- 使用泥土，堆成宽與高各三尺（約一米）的土堤
- 在堤上，每相隔五尺，插柳条三株
- 各株柳条之间，再用绳子连结横条柳枝，谓之“插柳结绳”
- 在土堤外侧，挖掘深度八尺、底宽五尺、口宽八尺的边壕

### 走向
根據學者楊樹森在《清代柳條邊》一書中的考據，清代柳條邊曾多次遷移並不固定，但總體上的形势是，东从大东沟西南濒海起，北上经凤凰城边门，折而东北，经今新宾县东南汪清门，折而西北到今开原县东北的威远堡；由威远堡折而西南行接长城；又由威远堡东北走向到今吉林市北的法特哈。它是以山海关、威远堡，凤凰城和法特哈四个交通要道为点，所联成的一个‘人’字形的封禁篱笆”，主要是將盛京地區及長白山區納入包圍之中。

### 變遷
清初由於《辽东招民授官例》等招撫政策的頒布，大量關內民眾湧向邊內，人口不斷增加，清廷便以“边内地瘠，粮不足支”为由，开始了“展边开垦”的活动，主要開墾方向為內蒙東部地區。 
順治中期，遼西地區的八旗莊地及民地已逐漸大量分佈于邊外，清廷由此宣佈為了不影響生產生活而酌情開關。
此後順治十八年（1661年），清廷開始規劃展邊，至康熙十年開始執行。自康熙十年（1671年）至康熙三十六年（1697年）的26年間，柳條邊經歷多次展邊，向西向北擴展了部分土地，將開原縣等莊地集中的地區劃入邊內，在西北方向相較於明代遼東邊墻要擴展了數十里。 

## 歷史
清代八旗權貴把今遼寧省的东辽河流域和今吉林省的長白山地区視作「龍興之地」，予以高度重視，因此自清初即開始著手封禁東北的政策，嚴格限制各族民人尤其是漢族民人入内，以保育當地的自然資源、維護邊內旗人封地及維持清朝皇族對當地自然資源的獨佔。
柳条边栅栏和内地卡伦相配合的对东北的封禁政策，主要分为六个阶段。
1. 鼓勵開拓，1667年之前
2. 部分限制，1667-1740年，即康熙六年至乾隆五年，共計73年。
3. 全面厉禁，1740-1792年，即乾隆五年至五十七年，共計52年。
4. 禁中有驰，1792-1860年，即乾隆五十七年至咸丰十年，共計68年。
5. 局部开禁，1860-1895年，即咸丰十年至光绪二十一年，共計35年。
6. 全面开禁，1895年以後。

### 初年鼓勵開拓
清朝初年，由於戰爭破壞及八旗從龍入關影響，東北地區呈現“荒域废堡，败瓦残垣，沃野千里，有土无人”的景象。因此清廷開始招撫各地流民出關參與開墾，許其居住并賜予土地。
顺治十年（1653），政府颁布了《辽东招民授官例》，其规定了应招加入垦荒者，皆给于口粮、种子、耕牛等生产资料，并给予突出贡献的招领人各种官职、自此关内的大批农民开始大量流向辽东。从顺治十年（1653）到康熙七年（1668），奉天、锦州两府新增人丁（非人口數）达16643人，从康熙八年到十五年又新增10270人。从顺治十八年到康熙二十四年，奉天的耕地从60933亩增加到311750亩，净增250871亩，耕地增加了四倍之多。

### 政策開始
康熙七年（1668）开始，《辽东招民授官例》废止，自此官府不再鼓勵農民前往東北地區開墾，並且柳條邊開始逐漸成型。但即便是到乾隆開始嚴厲封禁，移民等因素造成的東北人丁成倍暴漲依舊持續，以奉天地區為例，從順治十八年（1661）年丁數5557，到康熙二十四年（1685）的丁數26227，雍正二年（1724）的丁數42210，再到乾隆十八年（1753）的丁數221732，而乾隆三十一年（1766）更是達到了丁數713485。但相比之下，東北地區的人口增長幅度依舊相對小於中原地區，並且開發和移民主要集中于柳條邊以內的盛京地區，而不在柳條邊包圍範圍的吉林與黑龍江地區則依舊相對荒蕪，開發遲緩。

#### 地權
清初东北的地权关系特殊而又复杂。从所有和管辖区分，大体可分为以下四类：
1. 皇产官地，为皇室所有，分辖于内务府，盛京户部、礼部、工部；
2. 旗地，为八旗成员所有，由旗署管辖，但八旗成員僅掌握其使用權而不得隨意售賣；
3. 民地，为民人所有，由民官管辖；
4. 蒙地，蒙古八旗或蒙部所有，由各盟管辖。

这四类土地由民法物权的角度看，又可分为三项：私有地、公有地和国有地。清代中前期，东北的地权少量为私有，多为官有和国有土地。而私有部分又以旗地为主。根據《盛京通志》記載，邊內的盛京地區，顺治十八年旗地为2652582亩，民地60693亩；康熙三十二年旗地为7271569亩，民地311750亩；雍正朝旗地為14206940亩，民地1823047亩.近一百年間旗地只增長了6倍左右，而民地則擴張了30倍有餘。

#### 旗民交產
旗地為八旗成員從清政府分得的“份地”。顺治七年，清廷出於維護這一八旗特權的角度，颁发“旗民不交产”例，規定旗人只擁有土地使用權，严格禁止旗人私自販賣土地，違反者差撤入官。这一政策并不限于东北地区，也同样适用于关内，但东北地权关系特殊，这一政策对东北的意义显然要大于全国。自招垦令废除后，从法律上讲，民人新获得合法的土地所有权變得更加困難，因此更難在邊內落户生根。因此在顺治、康熙、雍正三代，关内人民移居东北地区的步伐虽然始终未停，但进展相对缓慢。而邊內旗地交產轉化實際上依舊在持續進行，為了規避禁令，一般途徑是，旗人先租賃給進入邊內的民人（流民或墾民）耕種，一段時間后向民人出典，最終完全轉化為民人私產。即以長租或典當借錢的方式進行實際上的交易。
旗民交產主要有以下三種方式：
- 典，將土地典讓給債權人或當鋪，獲得一次性的收入，同時規避直接售賣帶來的問題。往往回贖期限較長，以致最終難以回贖，土地變相被轉讓。[25]
- 押，即將土地作為借款抵押物，按月支付利息，超過日期未償還本金則土地所有權就被轉讓。而清代民間高利貸往往條件苛刻，以使債權人能藉此獲取土地。
- 賣，即直接進行土地所有權的交易，但此舉受到清廷嚴格限制及管控。

根據記載，自康熙年間，旗地出典給民人的現象即已出現。
從雍正中期開始，一般旗地開始大量典出。而乾隆時期，一度出現旗地過半已被出典給民人的現象。因此乾隆年間朝廷先後4次花費大量內帑將柳条邊內典出的旗地回贖，并設立八旗衙門直接控制的“隨缺地”、“伍田地”等公有旗地進行國有化，但並沒有遏制邊內旗地遭遇典出并私有化的進程。
乾隆三年（1738），為了解決旗人生計問題，政府下令“公产旗地准民人置买”。
在清中葉后，旗地出典更是司空見慣，因此清廷在1852年後逐漸開始放寬對旗民交產的限制，改以對“民典旗地”進行“生科納賦”的方式進行統一管理，以增加財政收入，變相承認了旗民交產。

#### 出入政策
第一期的柳條邊亦稱“老邊”，始建于清太宗皇太极崇德三年（1638年），至顺治十八年（1661年）筑成。範圍從威遠堡（今辽宁省开原市）為中心點，南至遼寧鳳城，西南到長城的山海關，長達1950公里。第二期亦稱“新邊”，自清康熙九年（1670年）由宁古塔将军开始主持修筑，自至康熙二十年（1681年）完成。從威遠堡往東北走向，一直展築到松花江边的吉林市，全長690公里。柳条边设有边门，老边有16座，新边4座。各门设立哨卡，派兵驻守。
一般來說，該壕溝關防，是為了保護盛京（今沈阳市）。柳条边内外均設立禁区，限制民眾的进出。 凡出关者“旗人须持本旗固山额真送牌子至兵部起满文票，汉人则呈请兵部或随便印官衙门起汉文票”，凡进关者如出时经专人检查搜检是否夹带人参、皮草等违禁物品之后方可放行。进关时：“汉人赴附关衙门起票从南衙验进”而旗人则“便于他时销档而出不必更起部票”。在柳条边内采东珠、人参、蜂蜜，捕水獭者则由专人管理：“按旗分地令其采捕”。偷采猎者则处以：“鞭刑”、“杖刑”、“徒刑”、“流放”直至“绞监候”等。
清廷雖然對進入關內定居多有限制，但也高度依賴內地流民帶來先進農業技術并從事生產，以及內地商人的經商促進貨物暢通，因此長期保持“封而不禁”的狀態。尤其每逢災年，便默許流民自行“出關就食”，甚至諭令守衛“立行放出，不許留難”。 

### 厲行封禁
乾隆元年四月，諭令停止原本往东北发遣囚犯的做法。從乾隆三年至乾隆六年，又陸續将东北较为重要的威远堡等六口文员改成武职，以加强边口的巡守能力；下令守口官兵严加盘查出入山海关的旗人民人等；禁止吉林、伯都讷等处八旗官兵招募民人耕种，并鼓勵生活艱難的旗人前往東北謀生。

### 逐步開放
1792年，由於發生旱災，清政府公開放鬆禁令，允許並且鼓勵災民前往長城及柳條邊外的東蒙及東北各地謀生，以分流難民潮。這一措施隨即引發了規模空前的難民遷徙，東三省、特別是柳條邊沿線地區從此開始大量接收關內移民。1792年旱災後的10餘年間，清廷即在東北柳條邊沿線地區新建4個行政單元以管理移民（長春、昌圖、伯都訥、新民），大凌河東岸、養息牧廠（今彰武县）、拉林、雙城等官墾聚落也分佈在附近。1780年東北人口約95萬，至1820年猛增至247萬人，較1780年增長1.6倍，年均增長率24.2‰，增長人口中大部分來自移民（約100萬），其中吉林省接收移民30萬人，移民增加的趨勢極為迅猛。
1801年，關內的水災導致有大量難民背井離鄉，部分進入京城暫時棲身，湧入京師的災民均達數萬之眾，部分向外流動，當時有大批難民沿柳條邊一線遷徙和定居。
1804至1819年間，清廷因顧慮移民過多威脅“龍興之地”，決定重申封禁政策。進入19世紀10年代，在對邊外地區的私墾聚落進行大規模清理的行動告一段落，以及封禁效果顯現之後，華北平原難民問題失控，行為日趨暴力，盜匪橫行，區內清代首次大規模起義事件在1813年旱災背景下爆發。

### 徹底廢除
1860年，沙俄進犯柳條邊外多處領土，加上關內人口暴增，關外土地極待開發等因素，1873年柳條邊被下詔即時撤除，其關防防堵措施亦全數取消。有學者认为柳条边的實施導致俄罗斯能夠輕易的殖民外东北及庫頁島，並令中國永久失去了當地近100万平方公里的领土、以及日本海的出海口。
1890年，清廷重申邊防與海防並重的意旨，責令李鴻章及東三省練軍欽差大臣和將軍加緊練兵，採取了一系列措施維護了松花江航行、漠河金礦開採等主權，收回了部分被沙俄佔領的領土，保障了東北邊疆的安全，大體直到義和團運動前夕，沙俄不曾侵佔東北領土。

## 作用影响
满洲贵族出於保卫盛京这一根本重地、維護其政治及經濟特權，阻礙人員自由流動與民眾遷入的目的，從而修筑柳条边。邊內土地也是清廷解决八旗生计问题的重要保障，通過“以资养赡”的方式，“移驻京旗闲散”，讓生活拮据的旗人前往邊內的“旗地”自行生產謀生。柳条边的“边”除了标示“禁区”的界限外，更主要的是盛京和宁古塔、内札萨克蒙古几个行政区的分界线。如清代地方志载：“清起东北，蒙古内附，修边示限，使畜牧游猎之民，知所止境，设门置守，以资镇慑。”“吉林、开原以西边外，为蒙古科尔沁等诸部驻牧地。”以及康熙时高士奇的《息从东巡日录》称：“癸亥，道经柳条边，插柳结绳，以界蒙古。”柳条边不仅是政区界线，并且具有经济分界的功效。柳条边划定了东北的农耕区、狩猎采集区、游牧区三个经济区，它是北方农牧林交错带的界标，是一条人造的生态隔离带。它在客观上对恢复辽东地区被战争破坏的经济、保护东北边外地区原有的生态资源起到重要作用。但是其隔离作用束缚了边外城镇的发展，限制了人民的自由迁徙，更使得俄国人有机可乘，直到清末东北弛禁后，进入东北的移民人数才达到顶峰。

### 監視朝鮮
柳條邊東南的凤凰城边门，“是为通朝鲜之孔道”，作為中朝交流貿易及朝鮮朝貢的必經之路。而长白山东麓与朝鲜半岛接壤，因之朝鲜与清朝不仅交往频繁，争执事项亦很多。朝鲜半岛多山，适宜农耕者少，其东北部与长白山东坡走向，有一片沃野平原，朝鲜人为寻找生产场所，或采掘人参，往往偷偷潜入东北地区。尤其清初，八旗從龍入關大举內徙之时，更给朝鲜的大批移入以可乘之机。因此在1638年，清廷曾在鴨綠江下游地區修築防禦工事，並在日後將柳條邊向外擴展五十里。凤凰城以东的长栅，即为防止侵入大摩天岭谷地的朝鲜人而设。但由於耗費甚巨，清廷只好在舊基基礎上進行修築，而東邊與鴨綠江國界之間形成了“中間地帶”，給日後的邊防安全及朝鮮邊民非法越境屯墾留下了隱患。

## 相關事件
1969年，蘇聯宣稱清朝的柳條邊是當時中國的東北國界，並且以此宣稱黑龍江和烏蘇里江流域不是中國的領土。同年十月，中國外交部發表聲明反駁：「什麼是『柳條邊』呢？『柳條邊』是清朝在遼河流域修的一條柳條籬笆，用以標示禁區的界限，禁止一般居民越過籬笆打獵、放牧、採人參。『柳條邊』所標示的區域，僅僅是由鎮守黑龍江的璦琿將軍、鎮守吉林的寧古塔將軍和鎮守遼寧的盛京將軍所管轄的，包括黑龍江和烏蘇里江流域在內的東北廣大地區的很小的一部分。卑鄙的蘇聯政府竟然把這樣一個『柳條邊』說成是中國的國界，其荒唐有如把克里姆林宮的圍牆說成是俄羅斯的國界一樣。」

## 民族分佈與人口變化
清代前中期東北地區的人口增長主要以柳條邊包圍的盛京地區為主，而邊外更北的吉林與黑龍江地區則人口增長緩慢，開發遲緩。

### 柳條邊內
邊內的盛京地區，根據《盛京通志》記載，僅奉天府，從順治十八年（1661）年丁數5557，到康熙二十四年（1685）的丁數26227，雍正二年（1724）的丁數42210，再到乾隆十八年（1753）的丁數221732，而乾隆三十一年年（1766）更是達到了丁數713485。當地人口因民人流入而快速增長。

### 柳條邊外
清初東北地區的民族分佈大致以柳條邊為界，邊內為滿漢雜居的農業區；老邊外以北、新邊以西為蒙古族的游牧區，老邊外以東、新邊以東為滿族等少數民族的漁獵區。以吉林省為例，清初吉林省內民族主要為滿族、蒙古族和錫伯族等，漢族也有少量定居。過去300年間，大量漢族、回族、朝鮮族等遷入到吉林省境內，省內人口人口總數從清初的不過數萬人，至1711年約9.9 萬，1850年的32.7萬，1912年約558萬，至2001年人口達2690.8萬人。